# 韶关发电厂

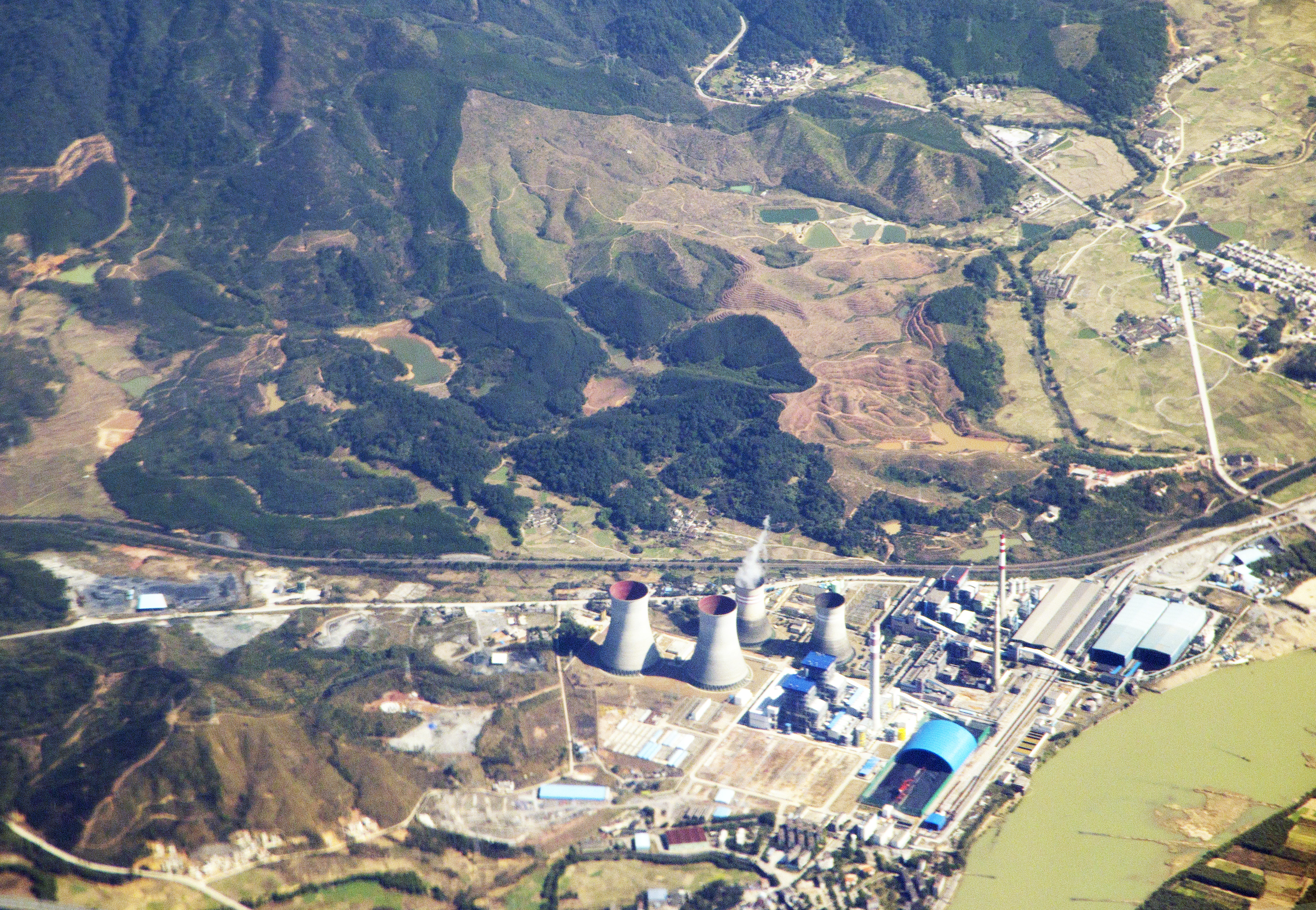
韶关发电厂

韶关发电厂位于韶关市南面39公里的曲江区乌石镇，该厂自1967年第一台5万千瓦机组投产并入珠韶电网后，是广东电力系统的主力电厂之一。

## 历史
- 一期工程建设2台1.2万千瓦机组工程于1958年10月15日动工[1]。
- 1960年5月7日，1号机组简易发电
- 1965年2月，2号机组于投产
- 1965年5月25日，二期工程扩建2台5万千瓦机组土建开工
- 1966年12月，二机二炉厂房建成
- 1965年、1966年，设备平均利用超过7200小时。
- 1967年-1969年间，燃料供应不足。设备平均利用小时下降，1969年为5833小时。
- 1970年和1971年，电力系统缺电，平均设备利用小时为8484小时与9084小时。
- 1990年先后建成投产2台1.2万千瓦中温中压、4台5万千瓦高温高压和2台20万千瓦超高压汽轮发电机组，总装机容量62.4万千瓦，主要燃用省内曲仁矿煤和电厂附近的小窑煤
- 1966年12月30日，3号机组建成发电
- 1969年9月27日，4号机组分别于和建成发电
- 1970年，三期工程土建开工
- 1972年11月8日，5号机组建成投产
- 1973年，6号机组完成土建和安装调试，1974年1月9日投产
- 1975年，建设130吨/时烧煤矸石的沸腾炉，编号为7号炉
- 1981年6月，该炉停止试烧，保养设备。1988年该炉拆迁阳山电厂
- 1982年6月1日，第四期工程土建开工
- 1984年1月16日，开始设备安装，1985年7月31日投产。
- 1988年5月1日，9号机组工程主厂房开挖动工，1990年12月6日投产
- 2013年12月6日，第八期工程两台600MW机组开工建设[2]。

## 事故
1982年3月12日，韶关发电厂车队司机许某某驾驶解放牌大货车，在南华寺附近公路段违章行驶，与韶关市1辆大客车会车时尾部相碰，使客车翻落18米深沟，致使8人死亡，8人重伤，13人轻伤。